# Basapur, Hukeri
Basapur là một làng thuộc tehsil Hukeri, huyện Belgaum, bang Karnataka, Ấn Độ.